# Barbara Cassin
Barbara Cassin, nacida el 24 de octubre de 1947 en Boulogne-Billancourt, es una filóloga y filósofa francesa.
Especialista en retórica de la modernidad, directora de investigación en el Centro Nacional para la Investigación Científica  (CNRS), traductora, y directora de colecciones volcadas en la filosofía. Asume en 2006 la dirección del Centro Léon-Robin y en 2010, la presidencia del Colegio internacional de filosofía, cuya revista Calle Descartes dirige en paralelo, para la UNESCO.
El 3 de mayo de 2018 fue elegida como miembro de la Academia francesa para ocupar el asiento número 36, convirtiéndose en la novena mujer académica y la quinta ocupando un asiento en la actualidad.

## Ejes de investigación
Síntesis, según Alain Badiou, que ha escrito con ella dos libros, de la herencia heideggerien y del giro lingüístico, ella lee la historia de la filosofía antigua a la luz de la sofística. Muestra cómo la sofística, por la filosofía e incluso por el pensamiento por Platón y por Aristóteles, permite ampliar la racionalidad al explorar sus principios inadvertidos y sus límites. Gorgias en particular delimita la ontología como un discurso simplemente más eficaz que los demás: el ser de Parménides es primeramente un efecto de decir. Con respecto al principio de no-contradicción, anclado por Aristóteles en la univocidad del sentido, no cesa de estar desmentido por la semántica de la intencionalidad, la gramática del inconsciente o las dificultades de la traducción. El ejemplo de las comisiones verdad y reconciliación la conduce a deconstruir los posteriores mundos que intentan enmascarar este que llama el efecto sofístico, es decir el rol de acto fundador, incluso terapéutico («logos-pharmakon»), de la palabra para el ser humano, como asunto individual en el caso del psicoanálisis, como ser social en la propiedad política.

## Biografía

### Estudiante a la sombra de Heidegger (1964-1974)
Hija de una pintora y del abogado Pierre Cassin, hijo éste de un primo hermano de René Cassin, estudia en el liceo Pasteur, donde es alumna, en hypokhâgne, del poeta y filósofo Michel Deguy, y después en el liceo Fénelon en khâgne. Asiste también a los cursos de Jean Beaufret, un amigo de Martin Heidegger, en el liceo Condorcet. Barbara Cassin presenta en 1968 una tesis en filosofía bajo la dirección de Ferdinand Alquié en la Sorbona, en la cual aborda los fundamentos lógicos de la ontología a través de la correspondencia de Leibniz y de Arnauld sobre este asunto. En su pasión por el pensamiento de Heidegger, se encuentra con éste en el seminario del Thor, en el que participa y que se celebra la segunda semana de septiembre de 1969 en René Char, figura ejemplar del intelectual resistente.
Mientras continúa sus estudios en la universidad en reestructuración de la post-mayo 68, trabaja ocasionalmente como traductora. Es solicitada en particular por Gallimard para participar en la traducción de La crisis de la cultura : ocho ejercicios de pensamiento político de Hannah Arendt, donde el autor pregunta qué ha pasado con la tradición, la historia, la libertad, la verdad, la política, la educación en una modernidad en la que el discurso no se funda ya sobre la autoridad. La operación se repite dos años más tarde para Vidas políticas del mismo autor, donde se evoca el pasado nazi de Heidegger.
En 1971 se inscribe en los seminarios del Centro Léon-Robin de Sorbona y del Centro de investigaciones filológicas de la universidad de Lille III. Es profesora en la Universidad de San Denis, mientras prepara su doctorado, que obtiene en 1974 sosteniendo una tesis sobre el tratado pseudo-aristotélico Sobre Melissus, Jenófanes y Gorgias. Publica su tesis bajo el título Si Parménide.

### Profesora de filosofía (1974-1984)
Prepara el CAPES mientras garantiza, de 1974 a 1976, unas vacaciones pedagógicas para adolescentes psicóticos en el hospital de día Étienne-Marcel, en París, donde Françoise Dolto supervisa el cuidado de los niños pequeños durante diez años. Este encuentro con una lengua absolutamente extranjera, intraducible, de locos, también determinante con Heidegger, conduce al psicoanalista Jacques-Alain Miller a confiarle de 1975 de 1979 un curso del Departamento de Psiconálisis en la Universidad de Vincennes, en Saint-Denis. Mientras, gracias a dos becas de la Oficina alemana de intercambios universitarios, estudia en 1976 en la universidad de Friburgo, donde había enseñado Martin Heidegger, y en 1978 en la universidad de Heidelberg.
A pesar de haber perdido seis veces la agregación de filosofía, obtiene el certificado de profesora y está destinada cada año de 1979 a 1984 en un establecimiento diferente: liceo François-Villon a París, liceo Youri-Gagarin de Chaumont, liceo Salengro de Avión, cerca de Lens, liceo Lamarck de Albert, liceo Fénelon de Cambrai, liceo Poncelet de Santo-Avold.
Ejerce durante tres años, de 1980 a 1982, como maestra de conferencias en la Escuela Nacional de Administración (ENA), donde se encarga de la metodología de los seminarios, y de 1981 a 1984, trabaja como instructora en el Centro de investigaciones filológicas de la Universidad Lille-III. En 1983, Pierre Aubenque delega en ella la organización del seminario sobre el pensamiento antiguo  en el seno del Centro Léon-Robin de Sorbona.

### Investigadora en el Centro Léon-Robin y en el Ciph (1984-1992)
En septiembre de 1984, organiza con Monique Canto el coloquio Qué es la sofística? en el Centro cultural internacional de Cerisy-la-Sala. Simultáneamente su pertenencia al Centro Léon-Robin se confirma por una contratación en el CNRS. Ahora vinculada a la unidad de investigación  UMR 8061, trabaja con Pierre Aubenque. Se convierte en  directora de investigación en 1996 y toma la dirección del centro en 2006.
Paralelamente, este mismo año 1984, se hace cargo de uno de los seminarios del Colegio internacional de filosofía, donde ocupa el puesto de directora de investigación de 1988 a 1992 y un puesto en el consejo de 1990 a 1993. En varias ocasiones colabora con Michel Narcy. Juntos traducen y editan en 1989 el libro Γ de la Metafísica de Aristóteles.
En 1990, está requerida por Eric Vayáis y la revista 34 Letras, ligada a Gilles Deleuze y Félix Guattari, para preparar la fundación en Sao Paulo de la editorial Editora 34. Del 10 al 13 de octubre, reúne en la Sorbona, para un coloquio titulado Las Estrategias contemporáneas de apropiación de la antigüedad, a Elizabeth Anscombe, Pierre Aubenque, Jacques Brunschwig, Gilles Deleuze, Jacques Derrida, Umberto Eco, Paul Ricœur, entre otros, en torno a un cuestionamiento, que es el suyo, sobre los vínculos entre pensamiento antiguo y mundo contemporáneo, la influencia de aquel en este último.
También en 1990, se compromete en el proyecto de construcción de una filosofía europea participando, bajo la dirección de Pierre Nora en la Librería europea de las ideas del Centro nacional del libro. En 1991, inicia con Alain Badiou las ediciones del Umbral, una serie de publicaciones bilingües de obras filosóficas dentro de la colección Puntos-Ensayos. El año siguiente, François Wahl renuncia a la codirección y le confía la colección El Orden filosófico que había fundado veinticinco años antes con Paul Ricœur.

### Pluralidad cultural y modernidad de la sofística (1993-2001)
De 1993 a 2000, coordina, dentro del grupo de investigación GDR 1061 del CNRS,  un centenar de investigadores que se movilizaron para la elaboración de un diccionario que definiera las variaciones semánticas sufridas por los conceptos filosóficos a través de sus usos en diferentes lenguajes y contextos. Este trabajo se concreta en 2004 con la publicación del Vocabulario europeo de las filosofías.
En 1994, Bárbara presenta en la universidad de París-IV una tesis de Estado bajo la dirección de Pierre Aubenque. Esta tesis, titulada Sí Parménide, se publica bajo el título El Efecto sophistique en la prestigiosa colección de la NRF. Además de una confrontación entre autores de la Antigüedad (Homero, Parménide, Gorgias, Antiphon, Aristóteles) y de los envites contemporáneos (Frege, Heidegger, Arendt, Lacan, Perelman, Habermas), la obra ofrece numerosos documentos, incluyendo traducciones de textos a veces parcialmente inéditos en francés: el Tratado del no-estar de Gorgias y su Elogio de Hélène en su integridad, las Tétralogies de Antiphon, o extractos de Cómo se escribe la historia de Lucien de Samosate.
Como consecuencia de la abolición del apartheid, Bárbara participa en la fundación de una escuela de retórica en la universidad del Cabo, convertida en la Asociación de retórica y de comunicación de Sudáfrica (ARCSA), con Philippe-Joseph Salazar, miembro del Colegio internacional de filosofía, cuya tesis había sido censurada diez años antes por el ejecutivo de Sudáfrica. Es la vicepresidenta y una de las corresponsales para Francia.
Desde 1995, ocupa un puesto como representante electa en el Comité nacional del CNRS.

### ¿Qué formas de discurso para qué mundo? (2002-2006)
De 2002 a 2006, el CNRS le confía el liderazgo de un Proyecto internacional de cooperación científica (PICS 1455) con Sudáfrica titulado Retóricas y democracias. Además, el Instituto Max Planck le encarga definir el programa de filosofía que la Comisión europea ha decidido publicar en línea en el website European Cultural Heritage se line (ECO). Su equipo realiza, entre diciembre de 2003 y junio de 2004, en colaboración con las ediciones del Robert y del Umbral, la maqueta de la futura versión en línea del Vocabulario europeo de las filosofías.
Mientras, Barbara reencuentra, en 2005, el Centro nacional del libro, que había abandonado en 1997, en la comisión «Filosofía y teología», y se unie a la Sorbona Jonathan Barnes, que la había dado a conocer en 1983 por un comentario de su Si Parménide, en la animación de un seminario de máster de segundo año. El año siguiente se hizo cargo, durante dos años, de este mismo seminario y publica Google-mí : la segunda misión de América, una obra sobre el buscador de Google. Denuncia los efectos paradójicos de una difusión masiva cuyo algoritmo, basado a la inversa de su propio proyecto ECHO sobre la cuantificación de la popularidad, tiende a ocultar las cualidades más heuristiques de una base de datos.
En 2006 y 2007, participa en un programa de estudios, titulado Corpus y financiado por la Agencia nacional de la investigación, sobre los datos y las herramientas de la investigación en ciencias humanas y sociales y formó parte del grupo de expertos consejeros en materia de plurilinguismo del ministro europeo de educación de la comisión Barroso, Ján Figel'. El sucesor de este último, Leonard Orban, prolongará esta misión hasta en 2008.

### Cuestiones políticas en torno a la lengua (2007-2010)
De 2007 a 2009, el CNRS le confía una segunda misión de cooperación internacional, titulada Traducciones cruzadas / tradiciones cruzadas, cuyo objeto es realizar con Ucrania un estudio crítico de la influencia de la lengua sobre las concepciones filosóficas.
En mayo de 2007, como consecuencia del rechazo de la publicación El Percibido de François Wahl, Barbara Cassin y Alain Badiou dimiten de ediciones del Umbral. En septiembre, fundan en Fayard la colección Aberturas cuyo objetivo es "definir la filosofía explorando sus límites". Publican allí la suma fenomenológica rechazada por Threshold.
En 2008, abandona la comisión « Filosofía y teología » del Centro nacional del libro para presidir durante dos años esta misma comisión con un nuevo título «Filosofía, psicoanálisis, ciencias religiosas». Entra en el consejo de administración del Colegio internacional de filosofía, el cuyo consejo científico presidió desde 2003, y participio en la nueva asociación internacional de empresas conjuntas organizada entre el Instituto de las ciencias humanas y sociales del CNRS, y la universidad de Nueva York en torno a un tema de estudio titulado Transiciones, traducciones, durabilidad. Durante cuatro años forma parte del despacho de la Conferencia de los presidentes del Comité nacional del CNRS (CoCNRS), hasta 2004, y preside una de las instancias de éste, la comisión XXXV encargada de evaluar a los investigadores en filosofía, literatura, historia de las ciencias y Musicología.
Como tal, denuncia públicamente el desmantelamiento de la investigación francesa y el menosprecio del presidente Nicolas Sarkozy hacia el CNRS. Por iniciativa del psicoanalista Roland Gori, Barbara reúne las protestas de los profesionales de la medicina, la educación y la cultura en la misma suerte, La Llamada de las llamadas, por una insurrección de conciencia.
En 2009 se une por un periodo de dos años a André Laks para dirigir un proyecto financiado por el ANR sobre los «présocraticos griegos, présocraticos latinos». Simultáneamente, el CNRS le confía la responsabilidad de una agrupación de investigación internacional (GDRI) titulado Filosofar en lenguas. Comparatismo y traducción, y la Unesco, la de una nueva «red de mujeres filósofas» y de su Revista de las mujeres filosofas.
Abandona la dirección del Centro Léon-Robin para presidir en diciembre de 2010 el consejo de administración del Colegio internacional de filosofía, convirtiéndose así en la responsable editorial de la revista de la institución, Calle Descartes, y crea con Fernando José de Santoro Moreira un programa de intercambios para los «ciclos segundo y tercero» (CAPES) de la Universidad de Brasil de Río. En este marco, imparte una enseñanza que resume cuarenta años de investigación dedicada a determinar cómo el lenguaje y la narrativa de Homero dieron forma al pensamiento occidental, Los orígenes del lenguaje filosófico - Estrategias retóricas y poéticas de la sabiduría antigua: a menudo sin saberlo, "todos somos lectores de Homero".
El vínculo entre las cuestiones políticas y las lenguas es uno de los principales focos de su trabajo. Se muestra crítica respecto a lenguas como el globish o el esperanto. que califica de rechazo de la traducción. Por ejemplo, sobre el esperanto, en Más de una lengua, (Bayard, coll. «Las pequeñas conferencias», 2012), escribe: «No, la lengua no se reduce  a un cálculo, y el Esperanto no funciona, porque es artificial, insuficiente, sin historia ni significado, sin autores y sin obras. El esperanto, tan muerto como una lengua muerta, no es la lengua materna de nadie».

### Compromisos personales (2011-2014)
En 2011 formó parte del comité de fundadores del Instituto de psicoanálisis del hospital Santa Ana, cuya jefa de servicio lacaniana Françoise Gorog toma la dirección, y entra en el consejo científico del Labex TransferS, derivación del CNRS, de la Escuela Normal y del Colegio de Francia, dedicada a la promoción y estudio de intercambios culturales, sobre todo a través de la informática, donde apoya tres de los programas de investigación.
En 2012 fundó la colección Simul en Auténtica Editora en Sao Paulo  y asume parte de la dirección.
Miembro de la escuela doctoral Conceptos y lenguaje de la Sorbona, consagra a partir de ahora gran parte de su tiempo a concretar el discurso y la política que realizan en África las comisiones verdad y reconciliación.

### Las Casas de la Sabiduría (desde 2017)
Después de la exposición en el Museo de las civilizaciones de Europa y del Mediterráneo (MUCEM) de Marsella (diciembre de 2016 - marzo de 2017) de la que fue comisaria, declinada en 2017-2018 a la Fundación Bodmer a Ginebra, crea y preside en 2017 la asociación Casas de la Sensatez - Traducir, que pretende constituir una cobertura de lugares y de acciones, centrado en torno a la traducción como saber-hacer con las diferencias. Ambas primeras implantaciones son Marsella y Aubervilliers.

### Academia francesa (desde 2018)
El 3 de mayo de 2018, es elegida como miembro de la Academia francesa ocupando la butaca previamente asignada a Philippe Beaussant.

## Distinciones
- Ciudadana de honor de la ciudad de Sao Paulo por una selección de sus artículos traducidos en portugueses Ensaios sofisticos.[36]
- 2012: Gran premio de filosofía de la Academia francesa para el conjunto de su obra.
- 2014: Caballera de la Legión de Honor, a propuesta del Ministro de Cultura Comunicación Aurélie Filippetti.[37]

## Obras

### Libros publicados
- Si Parménide.Le traité anonyme De Melisso Xenophane Gorgia. Édition critique et commentaire.,
in J. Bollack, Cahiers de philologie, IV, PUL, Lille, 1980, 646 p. ISBN 2-85939-151-7.
- L'effet sophistique, collect° NRF essais, Gallimard, 1995 ISBN 9782070730230.
- Aristote et le logos : contes de la phénoménologie ordinaire, PUF, 1997, ([http://www.ciph.org/fichiers_collections/bibliotheque/aristote_et_logos.pdf (enlace roto disponible en Internet Archive; véase el historial, la primera versión y la última). sommaire et quatrième de couverture]).
- Parménide, Sur la nature ou sur l'étant. Le grec, langue de l'être?, coll. Points-bilingues, Le Seuil, 1998.
- Voir Hélène en toute femme : d'Homère à Lacan, Les Empêcheurs de penser en rond, 2000.
- Google-moi : la deuxième mission de l'Amérique, Albin Michel, 2006.
- Avec le plus petit et le plus inapparent des corps, coll. Ouvertures, Fayard, 2007.
- Jacques le Sophiste. Lacan, logos et psychanalyse, EPEL, 2012. ISBN 978-2-35427-025-4.
- Plus d'une langue, coll. Les petites conférences, Bayard, 2012 ISBN 9782227483552.
- La nostalgie. Quand donc est-on chez soi ? Ulysse, Énée, Arendt., Autrement, 2013.
- L'archipel des idées de Barbara Cassin, coll. L'archipel des idées, MSH, 2014, 180 p. ISBN 978-2-7351-1699-7.
- Derrière les grilles : sortons du tout-évaluation, Mille et une nuits, 2014.
- Sophistical Practice. Toward a Consistent Relativism., Fordham University Press, Bronx, 2014, 384 p. ISBN 978-0-82325638-9.
- Éloge de la traduction. Compliquer l'universel, Fayard, 2016. ISBN 978-2-213-70077-9.

### Coautora
- N. Loraux & C. Peschanski, Grecos, Barbaros, Estrangeiros. A cidade e seus otros, Editora 34, Río de Janeiro, 1993.
- G. Schröder, Anamorphosen der Rhetorik. Die Wahrheitspiele der Renaissance, Paderborn, 1997.
- E. Alliez, Metamorphosen der Zeit, Paderborn, 1999.
- M. Matieu, Sous X, Actes Sud, Arlés, 2003.
- D. Cohen-Levinas, Vocabulaires de la voix, L'Harmattan, Paris, 2009.
- R. Gori et Ch. Laval, L'Appel des appels - Pour une insurrection des consciences, Paris, Mille et une nuits, "Essai", 2009.
- A. Badiou Heidegger. Le nazisme, les femmes, la philosophie., coll. Ouvertures, Fayard, Paris, 2010.
- A. Badiou, Il n'y a pas de rapport sexuel : deux leçons sur "L'étourdit" de Lacan, coll. Ouvertures, Fayard, Paris, 2010.
- F. Stein, Portraits de l’exil. Paris-New York, dans le sillage d’Hannah Arendt, Arcadia, Paris, 2011.
- C. Lévy, Genèses de l'acte de parole dans le monde grec, romain et médiéval, Turnhout, Brépols, 2012.

### Dirección de obras colectivas
- Le Plaisir de parler : études de sophistique comparée, Minuit, Paris, 1986.
- Positions de la sophistique, coll. Bibliothèque d’Histoire de la Philosophie, Vrin, Paris, 1986, 342 p. ISBN 978-2-7116-0918-5.
- E. Alliez, Nos Grecs et leurs modernes : les stratégies contemporaines d'appropriation de l'Antiquité, Paris, Seuil, 1992 ISBN 2-02-014423-9.
- Avec G. Romeyer-Dherbey & J. L. Labarrière, L'animal dans l'Antiquité, Vrin, Paris, 1997, 618 p. ISBN 2-7116-1323-2.
- Vocabulaire européen des philosophies - Dictionnaire des Intraduisibles, Le Seuil & Le Robert, Paris, 2004.
- Avec R. Gori & Ch. Laval, L’Appel des appels. Pour une insurrection des consciences., Fayard, Paris, 2009.
- Avec C. Lévy, Genèse de l'acte de parole dans le monde grec, romain et médiéval., Brepols, Turnhout, 2012 ISBN 978-2-503-52886-1.
- Derrière les grilles : Sortons du tout-évaluation, Mille et une nuits, Paris, 2014.
- Avec D. Wozny, Les Intraduisibles du patrimoine en Afrique subsaharienne, Demopolis, Paris, noviembre 2014, 360 p., ISBN 978-2-35457-074-3.

### Traducciones
Traducciones individuales
- Aristote, Sur Melissus, Xénophane et Gorgias, in Si Parménide, supra, 1980.
- Parménide, Sur la nature ou sur l'étant, Seuil, Paris, 1998.

Con M. Narcy
- Aristote, Métaphysique IV, in La Décision du sens, supra, 1989.
- J. Lukasiewicz, Le principe de contradiction chez Aristote, in Rue Descartes, p. 9-32, Albin Michel, Paris, 1991.
- R. Broxton Onians, avec A. Debru, Les Origines de la pensée européenne, coll. L'ordre philosophique, Seuil, Paris, 1999.

Otras traducciones colectivas
- A. Arendt, dir. P. Lévy, La Crise de la culture, Gallimard, Paris, 1972.
- A. Arendt, Vies politiques, Gallimard, Paris, 1974.
- P. Szondi, dir J. Bollack, Poésie et poétique de l'idéalisme allemand, Minuit, Paris, 1975.
- Dir. A. Soulez, Manifeste du Cercle de Vienne et autres écrits, PUF, Paris, 1985.
- Avec F. Santoro, A. Vieira, Sermão de Nossa Senhora do Ó, inédit.

## Aportaciones

### Historia sofística de la filosofía
«Propongo llamar Historia sofística de la filosofía a la que informa las posiciones, no a la singularidad de la verdad, ya sea eterna o progresivamente constituida en modo hegeliano (la verdad como telos, en un tiempo orientado, o “como si” orientado), pero que las devuelve a los instantáneos del kairós, ocasión, oportunidad, gracias a las mêkhanai, procesos, ardides, máquinas, que permiten atrapar el kairós por el tupé».

### Logología
Término tomado de Novalis, la logología nombra la teoría sofística donde el decir hace el mundo (con, sobre todo, Gorgias en el Tratado del no-ser), por oposición (y como consecuencia del Poema de Parménide) a la ontología. El ser es un efecto de decir (El Efecto sofístico).
En particular, en el marco de la historia sofística, la logología estudia la historia de la performatividad.

### El bárbaro está en el corazón de la lengua
La banalización del mal pasa, además de la designación del extranjero como bárbaro, por la pretensión de universalidad de una lengua, una novlangue, que, reducida a un sistema de comunicación, deniega a cada lengua materna lo que tiene de intraducible, en particular su aspecto performativo en lo que éste tiene de base para una civilización. La defensa de la diversidad de las lenguas, en particular frente al globish y la googlelización del pensamiento, es una garantía contra la barbarie.

## Anexos